# Bogdan Ciucă
Bogdan Ciucă (n. 13 octombrie 1968, Galați) este un politician român, membru al Parlamentului României, profesor universitar doctor, membru al Academiei de Științe Juridice din România
În 1997 devine membru al Alianței pentru România (ApR).

## Parcurs politic
În anul 1997, devine membru al Alianței pentru România (APR). A candidat din partea APR pentru funcția de deputat, în anul 2000, fiind cel mai tânăr candidat la aceea vreme, și a reușit să obțină voturile necesare intrării în Parlament. (APR nereușind la nivel național să obțină pragul minim de 5%, lipsind 0,2% pentru aceasta)
În cadrul APR a ocupat funcțiile de președinte al Organizației Naționale de Tineret și cea de vicepreședinte la nivel național APR.
Din 2003 este membru și vicepreședinte al Partidului Umanist din România (PUR), devenit Partidul Conservator (PC). 
S-a remarcat în activitatea politică pentru soluțiile diplomatice impuse și pentru promovarea echilibrului generat de dialog. A reprezentat România în mai multe delegații externe și a consolidat rolul și imaginea Comisiei juridice, de disciplină și imunități din Camera Deputaților. Promovează drepturile omului, toleranța și armonia socială, politică și religioasă.
În perioada în care Comisia juridică, de disciplină și imunități a fost condusă de prof. univ. dr. Bogdan Liviu Ciucă, a reușit deschiderea și transparentizarea activității acesteia, ședințele fiind publice și transmise on-line. A activat în grupul privind combaterea traficului de persoane și a inițiat campanii și legi împotriva  comerțului cu droguri ușoare prin intermediul "magazinelor de vise". A reușit să consolideze legislativ profesiile juridice (avocați, notari, executori judecătorești etc) sprijinind reforme consistente și semnificative în aceste domenii.
A reușit să impună despăgubirea cetățenilor care au fost păgubiți de CEC, ca urmare a depunerii de bani pentru obținerea de autoturisme, și a sprijinit consolidarea drepturilor celor care își desfășoară activitatea în condiții grele de muncă.
A sprijinit, semnificativ și decisiv, din perspectivă legislativă, activitatea notarilor și consolidarea instituției acestuia, marcând dezvoltarea notariatului modern în România.
Este cunoscut ca un promotor al profesiei de notar și al profesiilor juridice liberale.
A semnat și promovat legea de înființare a Academiei de Științe Juridice din România, fiind inițiatorul ideii și membru fondator. A fost ales vicepreședinte și, ulterior, președinte al acestui for academic, apreciindu-se atât contribuția la dezvoltarea profesiilor juridice, a coordonării dezbaterilor privind Codul Civil al României, cât și la înființarea Academiei de Științe Juridice.
În cadrul activității sale parlamentare, Bogdan Ciucă a fost membru în următoarele grupuri parlamentare de prietenie și a mai multor comisii speciale precum:
- în legislatura 2004-2008: Republica Turkmenistan, Regatul Spaniei, Republica Columbia, președinte Republica Cuba;
- în legislatura 2008-2012: președinte Republica Cuba, Bosnia și Herțegovina, Republica Macedonia;
- în legislatura 2012-2016: președinte Republica Cuba, vicepreședinte Republica Populară Chineză;
- vicepreședinte al Comisiei speciale pentru modificarea Constituției;
- vicepreședinte al Comisiei pentru verificarea implementării deciziilor CEDO;
- Președinte al Comisiei juridice, de disciplină și imunități din Camera Deputaților;
- Lider de grup parlamentar (3 legislaturi);
- Comisia specială privind modificarea Codului Civil și a Codului de Procedură Civilă, coordonând împreună cu deputatul Daniel Buda această activitate.
- Alte comisii și comitete.
- membru în colectivul de redacție a Revistei Dreptul
- vicepreședinte al Uniunii Juriștilor din România
- redactor-șef al revistei Buletinul Notarilor Publici
- președinte al Consiliului Științific al Institutului Notarial Român

A refuzat funcțiile de vicepremier și de ministru pentru mai multe ministere și în mai multe ocazii generate de negocierile politice.

## Activitate socială
A fondat și sprijinit diverse societăți de combatere și prevenire a cancerului, demarând prin finanțare proprie construirea unui centru de sănătate destinat bolnavilor de cancer, persoanele fără resurse financiare beneficiind gratuit de îngrijire.
A realizat proiectul centrului de excelență pentru copii diagnosticați cu autism și sindrom Down, împreună cu Camera notarilor Galați și institute specializate în domeniu.
A fondat, împreună cu profesorul univ. dr. Gheorghe Nistoreanu, Asociația Tinerilor Juriști din România,
A inițiat legea de înființare a Academiei de Științe Juridice din România și a pus bazele acestei proiect, alături de prof. univ. dr. Ovidiu Predescu, prof. univ. dr. academician I. Dogaru și prof..univ. dr. Mircea Duțu, prof. univ. dr. Ioan Chelaru.
A fondat și lansat Revista Legal Point, cel mai atipic și apreciat proiect editorial din piața de profil.
Este membru al Academiei de Științe din New York 
Deține funcția de membru al Academiei de Științe din Washington
Dezvoltă diverse acțiuni și proiecte de sprijin al persoanelor fără resurse financiare ce se află în situații dificile din punct de vedere a sănătății.

## Publicații
Diverse studii, cursuri și monografii în domeniul dreptului privat, promovând concluzii ca urmare a comparării unor instituții juridice de drept privat  regăsite în Legea lui Moise (Vechiul Testament) cu cele regăsite în legislația modernă.
A dezvoltat analize critice privind instituția nedemnității succesorale și a procedurii de iertare a nedemnului succesoral.